# Gymnostachyum kwangsiense
Gymnostachyum kwangsiense là một loài thực vật thuộc họ Acanthaceae. Đây là loài đặc hữu của Trung Quốc.